# Grane (Norwegia)
Gmina Grane (norw. Grane kommune) – norweska gmina leżąca w regionie Nordland. Jej siedzibą jest miasto Trofors.
Grane jest 30. norweską gminą pod względem powierzchni.

## Demografia
Według danych z roku 2005 gminę zamieszkuje 1544 osób. Gęstość zaludnienia wynosi 0,77 os./km². Pod względem zaludnienia Grane zajmuje 363. miejsce wśród norweskich gmin.
| ludność stan na 1 stycznia 2005 |         |           |       |
|                                 | kobiety | mężczyźni | razem |
| osób                            | 812     | 732       | 1544  |
| %                               | 52,59%  | 47,41%    | 100%  |

| wykształcenie stan na 1 października 2004 |            |         |        |          |
|                                           | podstawowe | średnie | wyższe | nieznane |
| osób                                      | 392        | 722     | 131    | 12       |
| %                                         | 31,19%     | 57,44%  | 10,42% | 0,95%    |

## Edukacja
Według danych z 1 października 2004:
- liczba szkół podstawowych (norw. grunnskolar): 2
- liczba uczniów szkół podst.: 197

## Władze gminy
Według danych na rok 2011 administratorem gminy (norw. rådmann) jest Lars Erik Kapskarmo, natomiast burmistrzem (norw. ordfører, d. borgermester) jest Bjørn Ivar Lamo.